# Pauline Bayle
Pour les articles homonymes, voir Bayle.
Pauline Bayle est une metteuse en scène et comédienne française.

## Biographie
Après des études à Sciences po Paris, puis à l'École du Jeu de Delphine Eliet, Pauline Bayle intègre le Conservatoire national supérieur d'art dramatique (promotion 2013).
Son premier spectacle À tire d'aile est présenté dans le cadre d’une carte blanche au Conservatoire en 2011. Il donne son nom à la compagnie théâtrale qu'elle fonde la même année. En 2014, son deuxième projet, À l’ouest des terres sauvages, reçoit une mention spéciale du jury du prix des jeunes metteurs en scène organisé par le Théâtre 13.
Au cinéma, elle tourne sous la direction de Yann Le Quellec, Victor Rodenbach, Hugo Benamozig ainsi qu’Avril Besson.
Pauline Bayle met en scène deux adaptations remarquées de l'épopée d'Homère avec Iliade en 2015 qui obtient le prix des lycéens du festival Impatience 2016, puis avec Odyssée en 2017. Le diptyque, accueilli par le Théâtre de la Bastille en 2018 et la Scala en 2019,, est distingué par le prix Jean-Jacques Lerrant de la révélation théâtrale 2018.
En mars 2019, elle adapte Chanson douce, d’après le roman de Leïla Slimani, au Studio-Théâtre de la Comédie-Française avec Florence Viala, Sébastien Pouderoux et Anna Cervinka,.
Au cours de la saison 2019-2020, elle travaille à sa nouvelle création, une adaptation des Illusions Perdues de Balzac. Le spectacle est créé en janvier 2020 à Albi avant de partir en tournée. En 2022, le spectacle remporte le Grand Prix du meilleur spectacle théâtral de l’année du Syndicat de la Critique.
En juin 2021, Pauline Bayle est invitée par l’Opéra-Comique à mettre en scène L’Orfeo de Claudio Monteverdi, sous la direction musicale de Jordi Savall, avec le chœur et l’orchestre du Concert des Nations.
Comédienne, elle a notamment joué le rôle de Cordelia dans Le Roi Lear de Shakespeare sous la direction de Christian Schiaretti en 2014, ou encore Clouée au sol de George Brant (en), monologue d'une pilote de chasse de l'US Air Force, mis en scène de Gilles David en 2016,.
Le 15 octobre 2021, elle est nommée par la ministre de la Culture, Roselyne Bachelot, à la direction du Nouveau théâtre de Montreuil à partir du 1er janvier 2022,, qui devient le Théâtre Public de Montreuil, à la suite de sa prise de fonctions.
Sa prochaine création, Écrire sa vie, une adaptation d'écrits de Virginia Woolf, sera présentée en septembre 2023 au TPM.

### Compagnie À Tire-d'aile
Pauline Bayle forme la Compagnie À Tire-d’aile en 2011, du même nom de la création présentée dans le cadre d’une Carte Blanche au Conservatoire alors qu’elle est élève au CNSAD. De cette Compagnie sont nées quatre créations à la suite de ce premier projet.
En parallèle des créations et tournées des spectacles, la Compagnie À Tire-d’aile a mené un important travail de médiation sur différents territoires. Pauline Bayle a été artiste associée à l’Espace 1789 à Saint-Ouen entre 2017 et 2021. Elle y a présenté Iliade, Odyssée, Chanson Douce ainsi qu'Illusions perdues.
En 2021-2022, elle est également choisie pour mener le projet Adolescence et Territoire(s), porté par l’Odéon, Théâtre de l’Europe, le T2G à Gennevilliers et l’Espace 1789 à Saint-Ouen. En collaboration avec Isabelle Antoine, elle y a présenté une adaptation des Suppliantes d’Eschyle, les 4, 7 et 9 juin 2022 pour une vingtaine de jeunes de 15 à 21 ans.

## Théâtre
Sauf indication contraire ou complémentaire, les informations mentionnées dans cette section peuvent être confirmées par la base de données Les Archives du spectacle.

### Metteuse en scène
- 2011 : À tire d'aile
- 2013 : À l’Ouest des Terres sauvages
- 2015 : Iliade, d'après Homère
- 2017 : Odyssée, d'après Homère
- 2019 : Chanson douce, d’après le roman de Leïla Slimani, au Studio-Théâtre de la Comédie-Française
- 2020 : Illusions perdues d'après Balzac, Théâtre de la Bastille
- 2023 : Écrire sa vie d'après Les Vagues et autres écrits de Virginia Woolf

### Autrice
- 2011 : À tire d'aile
- 2013 : À l’Ouest des Terres sauvages

### Adaptatrice
- 2015 : Iliade, d'après Homère
- 2017 : Odyssée, d'après Homère
- 2019 : Chanson douce, d’après le roman de Leïla Slimani, au Studio-Théâtre de la Comédie-Française
- 2020 : Illusions perdues d'après Balzac, Théâtre de la Bastille
- 2023 : Écrire sa vie d'après Les Vagues et autres écrits de Virginia Woolf

### Comédienne
- 2011 : À tire d'aile d'elle-même, mise en scène d'elle-même
- 2013 : À l’Ouest des Terres sauvages d'elle-même, mise en scène d'elle-même
- 2014 : Le Roi Lear, de William Shakespeare, mise en scène de Christian Schiaretti
- 2015 : Iliade, d'après Homère, mise en scène d'elle-même
- 2016 : Ombres,  d'après Cavaliers en mer et L'Ombre de la Vallée de John Millington Synge et Purgatoire de William Butler Yeats, mise en scène de Clara Simpson
- 2016 : Clouée au sol de George Brant (en), mise en scène de Gilles David

## Filmographie
Sauf indication contraire, les informations mentionnées dans cette section peuvent être confirmées par les bases de données cinématographiques IMDb et Allociné,  présentes dans la section « Liens externes ».

### Actrice

#### Cinéma
- 2013 : Petit Bonhomme (court métrage) de Victor Rodenbach et Hugo Benamozig : la caissière
- 2013 : Le Quepa sur la vilni ! (court métrage) de Yann Le Quellec : Gloria
- 2014 : Les Aoûtiens (court métrage) de Victor Rodenbach et Hugo Benamozig : la fille en rollers
- 2024 : Le Beau rôle de Victor Rodenbach : Lou

### Scénariste
- 2024 : Le Beau rôle de Victor Rodenbach - collaboration au scénario

## Distinction
- Prix du Syndicat de la critique 2018 : Prix Jean-Jacques-Lerrant de la révélation théâtrale pour Iliade / Odyssée